# Асахи (Аичи)
Варош Асахи (јап. 旭町) Asahi-chō је варош у области Хигашикамо у на северу централног дела префектуре Аичи, Јапан.
1. марта 2005. године живело је 3.553 становника, а густина насељености је била 110,65 становника по км². Укупна површина области је 32,11 км².
Село Асахи је настало 1906. године спајањем четири засеока, а добило статус вароши 1967. године.
1. априла 2005. године, Асахи, заједно са вароши Фуџиока, и селом Обара (оба из области Нишикамо), вароши Асуке и Инабу, и село Шимојама (сви изобласти Хигашикамо), је спојило ову варош у проширени град Тојота, и престала да постоји као независна општина.